# Фрештедт
Фрештедт (нем. Frestedt) — община в Германии, в земле Шлезвиг-Гольштейн.
Входит в состав района Дитмаршен. Подчиняется управлению КЛьГ Бург-Зюдерхаштедт. Население составляет 370 человек (на 31 декабря 2010 года). Занимает площадь 10,32 км².